# Élection présidentielle nauruane de 2023
L'élection présidentielle nauruane de 2023 a lieu les 26 et 30 octobre 2023 afin d'élire au scrutin indirect le président de Nauru. 
Le scrutin intervient à la suite d'une motion de censure ayant démis le président sortant Russ Kun de ses fonctions le 25 octobre. Après un plusieurs qui conduit à une égalité entre les candidats, le scrutin voit l'élection de David Adeang.

## Contexte

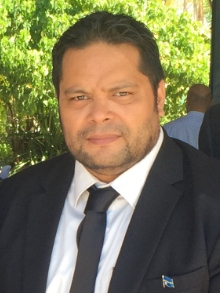
Russ Kun

Bien qu'éligible à sa réélection, le président sortant, Lionel Aingimea, décide de ne pas se représenter à la présidence lors de l'élection présidentielle de septembre 2022, briguant à la place la vice-présidence du Parlement. Organisée peu après les élections législatives qui ont vues le gouvernement sortant conserver sa majorité parlementaire, l'élection présidentielle aboutit finalement sans besoin de recourir à un vote. Le député Russ Kun, Ministre des Finances dans le gouvernement sortant se retrouve en effet seul candidat et est ainsi automatiquement élu lors de la session inaugurale du parlement le 28 septembre. Il prête serment le lendemain.
Le 25 octobre, cependant, le parlement vote une motion de censure  à l'encontre de Russ Kun, déclenchant ainsi une période de sept jours au cours de laquelle un nouveau président doit être élu par le parlement, faute de quoi ce dernier doit être dissous et de nouvelles élections législatives convoquées,.

## Système électoral
Le président de Nauru est élu au suffrage indirect majoritaire uninominal à un tour par les membres du Parlement, en leur sein. Il est élu pour un mandat de trois ans, sans limitation du nombre de mandats, mais concomitant à celui du parlement. En cas de dissolution de ce dernier, le mandat du président prend également fin de manière anticipée, chaque première session d'une nouvelle législature étant immédiatement suivie d'une nouvelle élection présidentielle. 
Le parlement peut aussi mettre fin au mandat du président par une motion de censure votée à la majorité absolue du total de ses membres, auquel cas un nouveau président doit être élu dans les sept jours. À défaut, le parlement est dissous, et de nouvelles élections législatives convoquées.
Ne peuvent être candidats que les membres du parlement, à l'exception de son Président et de son vice-président. Les présidents nauruans sont donc indirectement soumis aux mêmes conditions d'éligibilité que les députés : posséder la nationalité nauruane, être agé d'au moins vingt ans, ne pas être rémunéré par l'État ni en banqueroute, atteint de folie ou d'un handicap mental, ou l'objet d'une condamnation à plus d'un an de prison.

## Résultats

### Votes du 26 octobre
| Candidats                | Candidats                | Partis                   | Premier tour | Premier tour | Second tour | Second tour |
| Candidats                | Candidats                | Partis                   | Voix         | %            | Voix        | %           |
| ------------------------ | ------------------------ | ------------------------ | ------------ | ------------ | ----------- | ----------- |
|                          | David Adeang             | Indépendant              | 9            | 50,00        | 9           | 50,00       |
|                          | Rennier Gadabu           | Indépendant              | 9            | 50,00        | 9           | 50,00       |
|                          |                          |                          |              |              |             |             |
| Votes valides            | Votes valides            | Votes valides            | 18           | 100          | 18          | 100         |
| Votes blancs et nuls     | Votes blancs et nuls     | Votes blancs et nuls     | 0            | 0            | 0           | 0           |
| Total                    | Total                    | Total                    | 18           | 100          | 18          | 100         |
| Abstention               | Abstention               | Abstention               | 1            | 5,26         | 1           | 5,26        |
| Inscrits / participation | Inscrits / participation | Inscrits / participation | 19           | 94,74        | 19          | 94,74       |

### Votes du 30 octobre
| Candidats                | Candidats                | Partis                   | Premier tour | Premier tour | Second tour | Second tour |
| Candidats                | Candidats                | Partis                   | Voix         | %            | Voix        | %           |
| ------------------------ | ------------------------ | ------------------------ | ------------ | ------------ | ----------- | ----------- |
|                          | David Adeang             | Indépendant              | 9            | 50,00        | 10          | 55,55       |
|                          | Delvin Thoma (en)        | Indépendant              | 9            | 50,00        | 8           | 44,45       |
|                          |                          |                          |              |              |             |             |
| Votes valides            | Votes valides            | Votes valides            | 18           | 100          | 18          | 100         |
| Votes blancs et nuls     | Votes blancs et nuls     | Votes blancs et nuls     | 0            | 0            | 0           | 0           |
| Total                    | Total                    | Total                    | 18           | 100          | 18          | 100         |
| Abstention               | Abstention               | Abstention               | 1            | 5,26         | 1           | 5,26        |
| Inscrits / participation | Inscrits / participation | Inscrits / participation | 19           | 94,74        | 19          | 94,74       |

## Déroulement

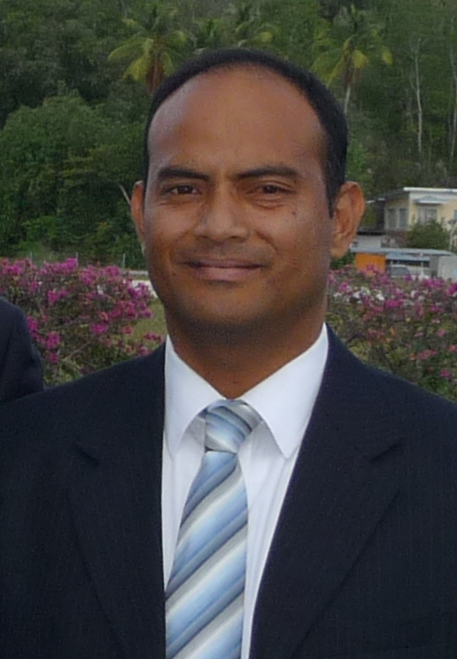
David Adeang

Deux premiers votes ont lieu au lendemain de la motion de censure, le 26 octobre, entre le ministre des finances et de la justice, David Adeang et le ministre de l'agriculture et de l'environnement, Rennier Gadabu. Les deux candidats se retrouvent cependant à égalité avec 9 voix chacune,,.
Un nouveau vote est organisé le 30 octobre entre Adeang et le vice-ministre aux affaires multiculturelles, Delvin Thoma (en), mais aboutit une nouvelle fois  à une égalité de neuf voix chacun. Le blocage prend cependant fin le jour même avec la décision de Russ Kun, qui prononce un discours devant l'assemblée dans lequel il appelle à mettre fin à l'impasse politique et annonce soutenir désormais David Adeang. Le vote du président sortant permet à Adeang de l'emporter lors du quatrième vote par 10 voix contre 8. David Adeang prête serment le jour même,.